# Kraina Brzeg Bałtyku
Brzeg Bałtyku – kraina wydzielana w systemie regionalizacji geobotanicznej Władysława Szafera. W systemie podziału na krainy przyrodniczo-leśne ma zasięg zbliżony do Dzielnicy Pasa Nadmorskiego Krainy Bałtyckiej.

## Położenie
Kraina Brzeg Bałtyku położona jest w bezpośrednim sąsiedztwie Morza Bałtyckiego. Tworzy wzdłuż niego zorientowany w przybliżeniu równoleżnikowo pas o długości ok. 400 km i szerokości dochodzącej do kilku kilometrów (rzadko przekraczającej 2 km). Na południu graniczy z następującymi krainami: Pobrzeże Bałtyckie (na przeważającej części swojej długości), Pojezierze Pomorskie (z okręgami kartuskim i olsztyńskim) i Żuławy Wisły. Na zachodzie graniczy z niemiecką, a na wschodzie z rosyjską częścią wybrzeża Bałtyku.

## Podział

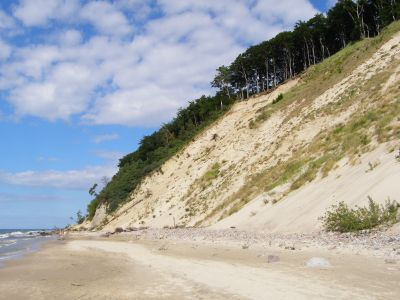
Woliński Park Narodowy – Okręg Zachodni krainy Brzeg Bałtyku

Wewnątrz krainy wydzielone zostały trzy okręgi:
- Okręg Zachodni – morskie wybrzeże Uznamu, Wolina i obszary bliskie ujścia Dziwny;
- Okręg Środkowy – niemal całe polskie wybrzeże;
- Okręg Wschodni (Warmiński) – wybrzeże Zalewu Wiślanego.

## Szata roślinna

### Pasowość

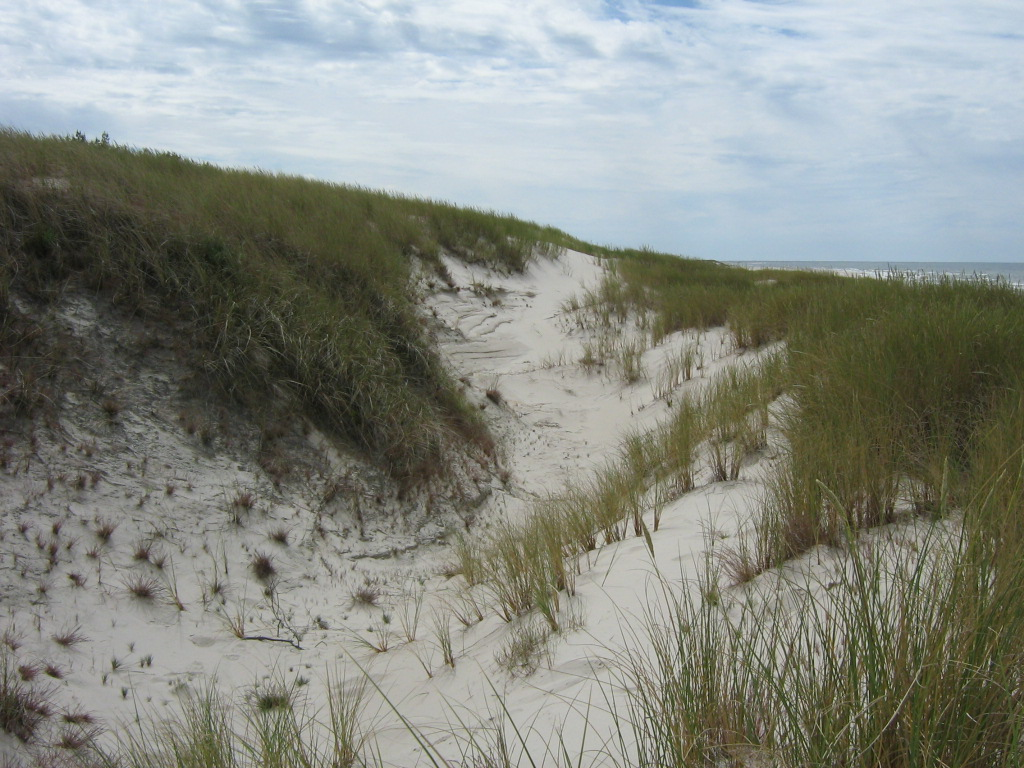
Przejście między wydmą białą (po prawej) a szarą (po lewej). Słowiński Park Narodowy

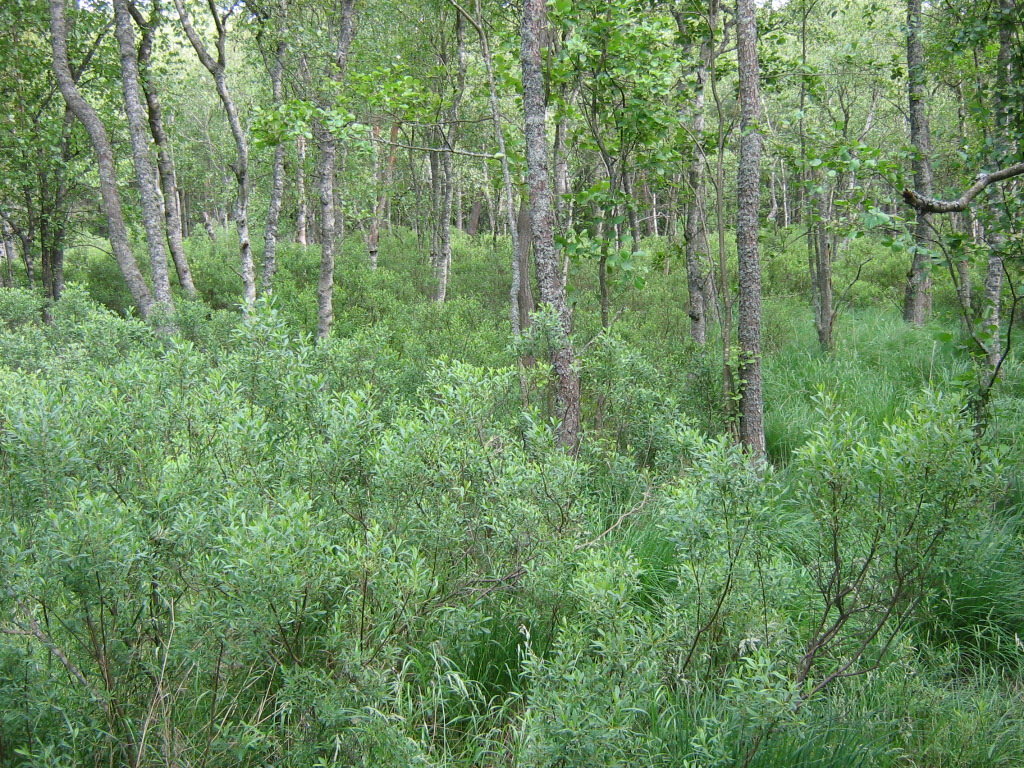
Subatlantycka brzezina bagienna z woskownicą europejską. Słowiński Park Narodowy

Roślinność Brzegu Bałtyku wykazuje wyraźną pasowość charakterystyczną dla wybrzeża wydmowego. Pierwszy od morza pas, strąd, tworzą plaże pozbawione wydm lub z niewielkimi wydmami pierwotnymi. Jest to siedlisko psammonu. Organiczna materia tworzy wał kidziny, rzadko zajmowany przez pojedyncze rośliny lub luźne zbiorowiska roślinne z klasy Cakiletea maritimi. Obecnie w polskiej części wybrzeża prawdopodobnie nie występują w pełni rozwinięte zbiorowiska z tej klasy. Niegdyś u ujścia Świny notowano zespół łobody nadbrzeżnej. Następny jest pas wydm białych, na którym pojawia się skąpa roślinność zbiorowisk psammofitów z klasy Ammophiletea. Położony najdalej w głąb lądu pas to pas wydm wewnętrznych. Są to wydmy porośnięte zróżnicowaną roślinnością i zespołami porostów – od częściowo ruchomych wydm szarych z psammofilnymi murawami szczotlichowymi, takimi jak psammofilna murawa z kocankami i jasieńcem lub suchymi wrzosowiskami, takimi jak suche wrzosowisko bażynowe po utrwalone wydmy brunatne porośnięte wilgotnymi wrzosowiskami, takimi jak wrzosowisko brusznicowo-bażynowe lub wilgotne wrzosowisko bażynowe lub lasami takimi jak bór bażynowy. Lasy i wilgotne wrzosowiska leżą już na pograniczu krain Brzeg Bałtyku i Pobrzeże Bałtyckie.
Na wybrzeżu bagnistym plaża porośnięta jest szuwarami i nadmorskimi łąkami. Dla wybrzeża morskiego charakterystyczne są (występujące jednak również gdzieniegdzie w głębi Polski) umiarkowane słonorośla, np. halofilny szuwar z sitowcem nadmorskim albo zespół mannicy nadmorskiej i soliroda zielnego.
Na wybrzeżu klifowym pas plaży bywa bardzo wąski i ogranicza się do platformy abrazyjnej, a następne pasy roślinności porastają zbocza klifów i ich wierzchowiny. Na zboczach klifów, podobnie jak na niektórych wydmach, występować mogą zarośla rokitnika zwyczajnego, gatunku, którego naturalny zasięg w Polsce ograniczony jest do wybrzeża Bałtyku. Wierzchowiny klifów, kępy, porośnięte są różnymi typami lasów (głównie buczyny). Ta strefa jest już przejściem do sąsiedniej krainy.
W skład krainy wchodzą również jeziora przybrzeżne z roślinnością hydrofitów. Mokradłowe siedliska, podobnie jak w innych krainach Pomorza, są zajmowane częściej niż w głębi Polski przez zbiorowiska z klasy Littorelletea uniflorae oraz wrzosowiska i torfowiska atlantyckie.
Za południową granicę krainy uważana jest granica zasięgu woskownicy europejskiej.

### Zróżnicowanie geograficzne
Podróżując ze wschodu na zachód można zaobserwować stopniowe zmiany w szacie roślinnej krainy. Generalnie, zachodnia część jest bogatsza florystycznie od wschodniej, zawierając gatunki o zasięgu atlantyckim i subatlantyckim. W Okręgu Zachodnim zasolenie wód podsiąkających plażę jest największe, a kontynentalizm klimatu najsłabszy, dzięki czemu mogą się utrzymać gatunki, których optimum ekologiczne znajduje się na wybrzeżach Morza Północnego. W XX w. na Uznamie notowano niewystępujące bardziej na południe i wschód gatunki, takie jak sit morski (Juncus maritimus), warzucha angielska (Cochlearia anglica) i kropidło Lachenala (Oenanthe lachenalii). W Okręgu Wschodnim woda jest najbardziej wysłodzona, a kontynentalizm jest zauważalny. W związku z tym nie występuje w nim woskownica europejska i niektóre halofity, ani wrzosowiska atlantyckie. W Okręgu Środkowym liczne gatunki (np. turzyca wyciągnięta (Carex extensa), sodówka nadmorska (Suaeda maritima), mannica nadmorska (Puccinellia maritima), łoboda nadbrzeżna (Atriplex littorale), muchotrzew solniskowy (Spergularia salina), wiciokrzew pomorski (Lonicera periclymenum) występują częściej i w mniejszym rozproszeniu w części zachodniej niż wschodniej. Wiele z tych gatunków obecnie w Polsce uznaje się za wymarłe lub bliskie wymarcia.

## Ochrona przyrody

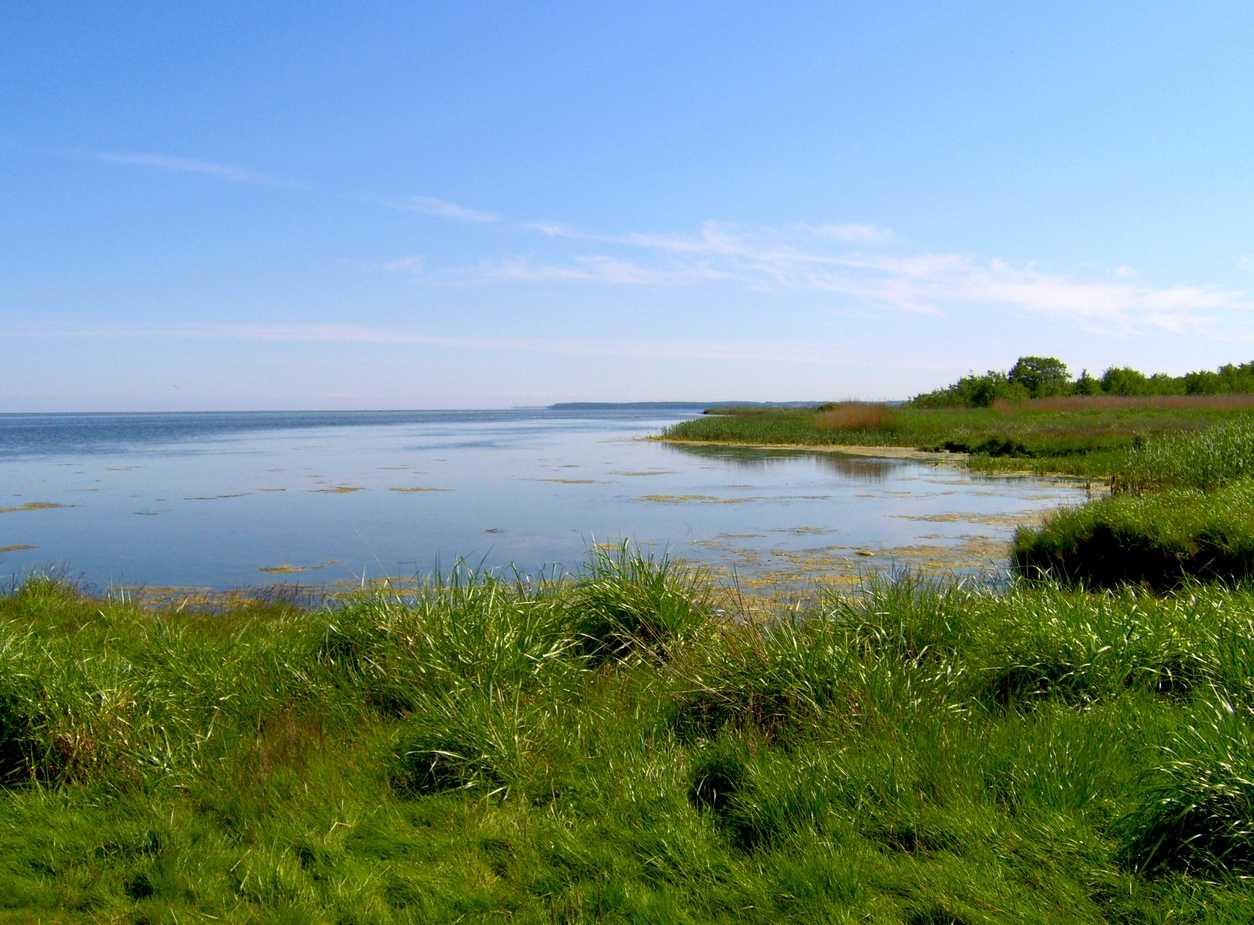
Rezerwat przyrody Słone Łąki. Władysławowo

Kraina Brzeg Bałtyku niemal w całości pokryta jest przez siedliska przyrodnicze wymagające ochrony na mocy dyrektywy siedliskowej w systemie Natura 2000. Unikatowe dla Brzegu Bałtyku są następujące siedliska przyrodnicze: 1130 – ujścia rzek (estuaria), 1210 – kidzina na brzegu morskim, 1330 – solniska nadmorskie (Glauco-Puccinietalia część – zbiorowiska nadmorskie), 2110 – inicjalne stadia nadmorskich wydm białych, 2120 – nadmorskie wydmy białe (Elymo-Ammophiletum), 2130 – nadmorskie wydmy szare, 2140 – nadmorskie wrzosowiska bażynowe (Empetrion nigri), 2160 – nadmorskie wydmy z zaroślami rokitnika, 2170 – nadmorskie wydmy z zaroślami wierzby piaskowej. Na pograniczu krain występują następujące siedliska: 1150 – zalewy i jeziora przymorskie (laguny), 1160 – duże płytkie zatoki, 1230 – klify na wybrzeżu Bałtyku, 2180 – lasy mieszane i bory na wydmach nadmorskich, 2190 – wilgotne zagłębienia międzywydmowe, 4010 – wilgotne wrzosowiska z wrzoścem bagiennym (Ericion tetralix), 4030 – suche wrzosowiska (Calluno-Genistion, Pohlio-Callunion, Calluno-Arctostaphylion), 9110-1 kwaśna buczyna niżowa (Luzulo pilosae-Fagetum), 9130 – żyzne buczyny (Dentario glandulosae-Fagenion, Galio odorati-Fagenion), 9150-5 nadbałtycka buczyna storczykowa (Cephalanthero-Fagetum), a także mogą znaleźć się fragmenty innych siedlisk, rozpowszechnionych w całej Polsce. Do większych obszarów ochronnych sieci Natura 2000 należą m.in.: Ostoja Słowińska, Zalew Wiślany i Mierzeja Wiślana, Wolin i Uznam, Zatoka Pucka i Półwysep Hel, Trzebiatowsko-Kołobrzeski Pas Nadmorski.
W obrębie krainy znajdują się fragmenty dwóch parków narodowych: Wolińskiego i Słowińskiego (mającego status rezerwatu biosfery UNESCO) oraz dwóch parków krajobrazowych: Nadmorskiego, Mierzeja Wiślana, przy czym na pograniczu krainy znajduje się kilka kolejnych parków. Poza tym część krainy pokrywają obszary chronionego krajobrazu, rezerwaty przyrody i inne formy ochrony przyrody.